# 劇団朱雀
劇団朱雀（げきだん すじゃく）は、日本の劇団。早乙女太一の父、葵陽之介、本名、西村太志（にしむら たかし）が座長を務める。活動拠点は東京。

## 劇団
2001年、葵陽之介が所属していた「葵劇団」より独立し、劇団朱雀を立ち上げる。
朱雀の由来は、葵陽之介の吉の方向が南だったため。
舞台の構成は、第1部が芝居（大衆演劇）、第2部が舞踊ショーから成る。

## 公演
- 2001年6月 - 劇団朱雀立ち上げ公演（岐阜県郡上市八幡町 ホテル郡上八幡）[1]
- 2010年6月 - 劇団朱雀10周年記念公演（東京　くにたち市民ホール）
- 2011年7月 - ぎふ葵劇場こけら落とし公演（岐阜）
- 2012年9月 - 日本橋公会堂公演（東京）
- 2012年12月 - 早乙女太一 〜All Japan Tour 2012〜（滋賀 ほか）
- 2013年1月 - 新春特別公演 早乙女太一「龍と牡丹2013」（東京／大阪／愛知)
- 2013年5月 - ぎふ葵劇場公演（岐阜）
- 2013年5月 - 加賀百万石 新緑の舞（石川）
- 2013年6月 - 早乙女太一 “原点進化” （東京 パルコ劇場）（演出：岡村俊一）- 『次郎長旅日記』[2]『身代わりカンパチ仁義』『二人忠治』[3]『伊太郎旅唄』『弁天小僧』[4]
- 2013年7月 - 早乙女太一 〜All Japan Tour 2013〜（神奈川／東京／北海道／埼玉）-『花太郎笠』
- 2013年11月 - 早乙女太一 〜All Japan Tour 2013〜（東京／千葉／埼玉／茨城／福島）- 『笹川時雨〜洲崎の政吉〜』
- 2013年12月 - 早乙女太一 THE FINAL 忘年祭（東京）
- 2014年1月 - 早乙女太一 2014新春特別公演「BUMP」（東京／愛知）
- 2014年10月～12月 - 早乙女太一 〜All Japan Tour 2014〜
- 2015年2月 - 劇団朱雀解散公演
- 2019年11月〜2020年1月 -  劇団朱雀 復活公演（東京・11月26日〜12月15日／岐阜・12月19日〜30日／大阪・1月4日〜7日／札幌・1月18日）
- 2020年12月19日〜27日 -  劇団朱雀 ぎふ葵劇場幕引き公演（岐阜）
- 2023年5月〜6月 - 劇団朱雀  祭宴（東京・5月19日〜5月31日／大阪・6月7日〜11日／博多・6月16日〜18日／沖縄・6月24日〜25日）

## 劇団員
- 葵陽之介（座長）
- 早乙女太一（2代目）
- 鈴花奈々
- 成田僚
- 岩崎祐也（2007年11月入団）
- 峰拓也
- 小雪玲奈
- 重咲なお
- 早乙女友貴
- 鈴花あゆみ

## 出身者
- 神山大和

## 演出
舞台では和楽器ユニットRin'の楽曲が多く使われており、その世界観との融合にファンからも高い評価を得ている。
2019年の復活公演用に、Rin'が新曲「歳々年々」をリリースした。